# Jan Rost

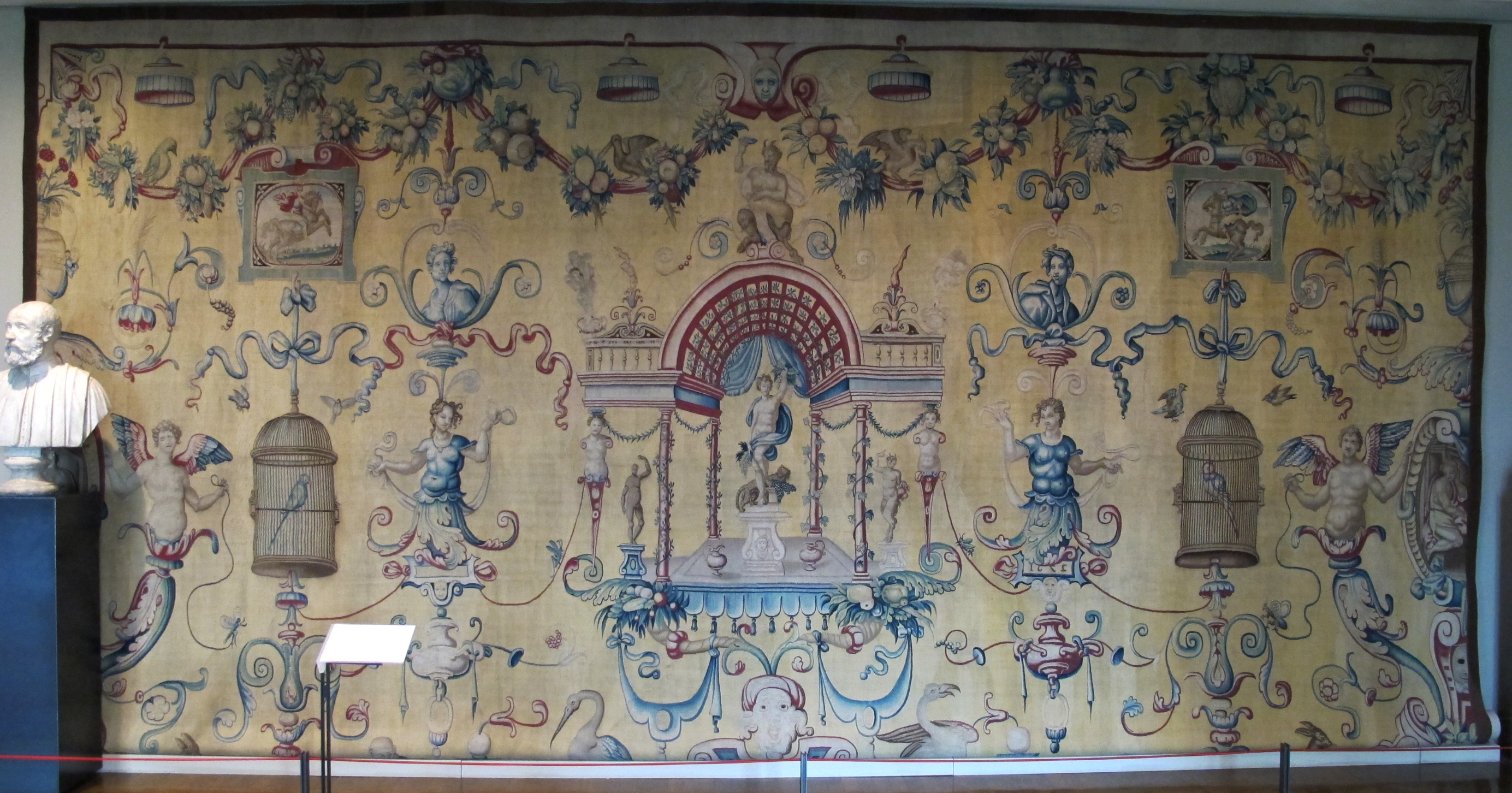
Jean Rost, arazzo con grottesche su sfondo giallo, Firenze 1546-1560

Jan Rost (inizio XVI secolo – Firenze, 1562) è stato un artigiano, imprenditore e arazziere fiammingo.

## Biografia
Nulla si conosce sul luogo di origine e sulla data di nascita dell'arazziere Jan Rost, nulla sulla formazione e sulle prime esperienze professionali in patria. La sua presenza in Italia è segnalata dal 1536, quando, insieme agli arazzieri fiamminghi Jan e Nicolas Karcher, fu chiamato a Ferrara dal duca Ercole I d'Este. Qui, nel 1545, egli collaborò alla realizzazione di una serie di arazzi ispirati alle Metamorfosi, su cartoni di Dosso Dossi. Nikolas Karcher lavorò per un periodo anche alla corte di Mantova, quindi, insieme a Jan Rost, si spostò a Firenze nel 1546, su invito del granduca Cosimo I de' Medici, per impiantare dal nulla l'Arazzeria Medicea.
I due esperti arazzieri fiamminghi furono legati alla corte granducale da un regolare contratto, che prevedeva un guadagno forfettario di seicento scudi, da pagarsi in rate mensili. Essi s'impegnavano ad organizzare una vera scuola per giovani praticanti arazzieri e dovevano tenere in attività almeno dodici dei ventiquattro telai a basso liccio, il cui costo iniziale era stato sostenuto dal granduca; il quale, da parte sua, s'impegnava a fornire lavoro per quattro-sei telai contemporaneamente. Ogni arazzo prodotto era pagato a parte, in ragione della dimensione e della finezza di tessitura. Nicolas Karcher e Jean Rost potevano soddisfare le richieste di altri committenti, anche non fiorentini, fissando i prezzi. A carico degli arazzieri era lo stipendio dei praticanti e il materiale da tessere. I cartoni erano di proprietà degli arazzieri che, una volta soddisfatte le richieste del granduca, potevano poi riprodurli. Nasceva quindi l'Arazzeria Medicea, dallo sforzo congiunto dell'imprenditorialità dei due tessitori fiamminghi e del mecenatismo di Cosimo I.
Per decorare la Sala delle Udienze a Palazzo Vecchio, il granduca commissionò loro una serie, nota come le Virtù, su cartoni del Bachiacca, a grottesche; serie che fu realizzata fra il 1546 e il 1553. Nel panno della Carità, tra elementi a valenza allegorica, come pesci e mammiferi, la figura centrale della Carità, rappresentata entro una nube, è affiancata dai simboli del Capricorno, segno zodiacale di Cosimo I e dal pavone che simboleggia la virtù di sua moglie Eleonora di Toledo. L'arazzo è siglato Fatto in Fiorenza e presenta un arrosto allo spiedo che è la firma di Jan Rost.
Della serie dei quattro Arazzi dei Mesi, conservati agli Uffizi,  Rost ne ha realizzati tre: Giugno, Luglio, Agosto, Settembre, Ottobre, Novembre e Dicembre, Gennaio, Febbraio, arazzi da lui siglati nella cimasa, con l'arrosto allo spiedo e con il giglio di Firenze coronato ed inserito fra due "F".
Il restauro dell'arazzo Dicembre, Gennaio, Febbraio, realizzato in parte dal 1977 al 1983, con un'opera di consolidamento che lo rendeva nuovamente visibile, fu ripreso e portato a termine nel periodo 2011-2014, nei laboratori fiorentini dell'Opificio delle pietre dure. L'arazzo presenta trama e ordito in seta (20 passate al centimetro) , con inserimento nella trama di filati in argento e in argento dorato. Le perdite strutturali sono state stabilizzate con filati di lino, ma lasciate visibili.
A Venezia, insieme a Nikolas Karcher, Jan Rost eseguì per la Basilica di San Marco la serie Storie di San Marco. 
Alla morte di Jan Rost, la direzione dell'Arazzeria fiorentina passò a suo figlio.